# Linguistique contrastive
La linguistique contrastive est une approche linguistique, orientée vers la pratique des langues, qui cherche à décrire les différences et les similitudes entre deux langues.

## Définition
Alors que les études linguistiques traditionnelles avaient développé des méthodes comparatives (Linguistique comparée), principalement pour démontrer les relations de parenté entre des langues apparentées, ou pour illustrer les développements historiques d'une ou plusieurs langues, la linguistique contrastive entend montrer en quoi deux langues diffèrent, afin d'aider à la résolution de problèmes pratiques.

## Linguistique contrastive et comparaison interculturelle
En comparant le même texte dans des langues différentes, comme des recettes ou des instructions, des différences qui apparaissent dans le texte donnent des indices à propos des cultures spécifiques et des personnes qui parlent la langue. Les études contrastives mettent en exergue non seulement des différences linguistiques, stylistiques et structurelles mais aussi des différences culturelles.

## Les études contrastives
Les descriptions contrastives peuvent se produire à tous les niveaux de la structure linguistique : l'organisation des sons (phonologie), les symboles écrits (orthographe), la formation des mots (morphologie), le sens des mots (lexicologie), les combinaisons entre les mots (phraséologie), la structure des phrases (syntaxe) et le discours complet (critique textuelle). Diverses techniques utilisées dans la linguistique de corpus se sont révélées pertinentes dans les études contrastives intralinguistiques et interlinguistiques, par exemple par l'analyse de textes parallèles .
Pour faire une étude contrastive, on doit observer plusieurs langues dans leur utilisation et forme orale/textuelle pour trouver des similarités et des différences en sens et structure. Par exemple, les adjectifs de la langue française et du géorgien ont été étudiés pour trouver des équivalents dans ces deux langues non reliées ; par transduction et comparaison, les structures générales des adjectifs qui apparaissent dans les deux langues ont été identifiées et documentées.

## Historique
La linguistique contrastive est née dans les années cinquante en réaction aux lacunes constatées dans l'enseignement des langues étrangères. Des chercheurs et des linguistes, notamment Robert Lado, ont essayé d'établir la meilleure manière de remédier à ces lacunes. Au départ, ces études n'ont pas intéressé les spécialistes, mais elles semblaient apporter des solutions nouvelles aux interférences causée par la différence de structures entre la langue maternelle et une autre langue,.
La linguistique contrastive, depuis sa création dans les années 1950, a souvent été liée à des aspects de la linguistique appliquée, par exemple pour faciliter le transfert interlingual dans le processus de traduction de textes d'une langue à une autre, comme l'ont démontré Jean-Pierre Vinay et Jean Darbelnet ou Basil Hatim (cf. Traduction), pour éviter les erreurs d'interférence dans l'apprentissage d'une langue étrangère, comme le préconise Robert J. Di Pietro (voir aussi analyse contrastive), ou encore pour trouver des équivalents lexicaux dans le processus de compilation de dictionnaires bilingues, comme l'ont illustré Heltai ou Hartmann (cf. Lexicographie). Les études linguistiques contrastives peuvent également s'appliquer à la description différentielle d'une ou plusieurs variantes ou catégories de textes au sein d'une langue, comme les styles (rhétorique contrastive), les dialectes, les registres ou les terminologies de genres techniques.